# Erik C.V. Møller
 Der er flere personer med dette navn, se Erik Møller.
Erik Christopher Valdemar Møller (9. januar 1896 i Alrø – 13. april 1972 i Hylstrup) var en dansk officer og modstandsmand.

## Karriere
Han var søn af sognepræst Otto Nikolaj Møller (1862-1931) og Caroline Sophie Fog (1869-1955), blev student fra Nykøbing Katedralskole 1914, premierløjtnant 1918 og gennemgik artillerikursus 1922-24 og generalstabskursus 1926-28. Møller var adjudant ved Generalkommandoen 1928-32, kaptajn 1932, batterichef 1933-37, var sektionschef i Generalstaben 1937-42 og blev oberstløjtnant af artilleriet 1943.

### Illegalt arbejde
Efter overfaldet på den danske hær 29. august 1943 fungerede Erik C.V. Møller som forbindelsesofficer til den tyske øverstbefalende og fik tilladelse til at rejse rundt mellem de steder, hvor de danske officerer var interneret. General Ebbe Gørtz anvendte Møller som forbindelsesled til de tilfangetagne officerer, og Møller skulle især overbevise dem om rigtigheden i Gørtz' bestræbelser på at inddrage officererne i modstandsbevægelsen. Møller var vellidt, og hans solide karakter spillede en stor rolle for, at Gørtz fik overbevist selv sine modstandere i Hæren. Senere blev Erik C.V. Møller Den lille Generalstabs forbindelsesofficer til Jyllandsledelsen (Vagn Bennike) og blev dennes stedfortræder.

### Hærchef
Efter krigen blev Erik C.V. Møller stabschef ved Jysk-fynske Kommando 1945, oberst og chef for Generalstaben 1945, generalmajor 1946, medlem af Atlantpagtens militærkomité 1949-50 og generalløjtnant og chef for Hæren 1951 samt chef for Atlantpagthærstyrkerne i Danmark. Han tog afsked fra disse poster allerede 1957 på grund af svagt helbred.

## Tillidshverv
Møller var tillige medlem af bestyrelsen for Det Krigsvidenskabelige Selskab 1930-33 og 1938-45 og for Dansk Ride Forbund 1938-51, medlem af Kastels Sogns menighedsråd 1930-33 og af Garnisons Sogns menighedsråd 1938-49 og formand i direktionen for Officersforeningen 1946-51.
Møller blev gift 11. maj 1920 i Ringsted med Else Hjelmer (6. oktober 1898 i Præstø - ?), datter af byfogedfuldmægtig, senere politimester Carl Henrik Hjelmer (1866-1940) og lærer og politiker Fanny Marie Annette Raaschou (Marie Hjelmer, 1869-1937).
Han er begravet på Alsted Kirkegård.

## Hæder
- Ridder af Dannebrogordenen 1938, Kommandør af 2. grad 1951, af 1. grad 1953, Storkors 1957
- Dannebrogordenens Hæderstegn 1946
- Sværdordenen
- Æreslegionen
- Oranie Husorden